# Daniel Astrain
Daniel Astrain Egozkue, (Pamplona, Navarra, España, 29 de marzo de 1948); fue un futbolista español. Se desempeñaba en posición de defensa. Es el hermano del también futbolista Luis María Astrain Egozkue. Como jugador del Athletic Club disputó 222 partidos oficiales, 182 de ellos en Primera División.

## Clubes
| Club                   | País   | Año       |
| ---------------------- | ------ | --------- |
| Club Deportivo Oberena | España | 1968-1969 |
| Bilbao Athletic        | España | 1969-1972 |
| Athletic Club          | España | 1972-1979 |
| Real Oviedo            | España | 1979-1980 |

## Palmarés
| Título                 | Club          | País   | Año  |
| ---------------------- | ------------- | ------ | ---- |
| Copa del Rey de Fútbol | Athletic Club | España | 1973 |